# Адамович Йосип Олександрович
Йосип Олександрович Адамович (26 грудня 1896, Борисов — 22 квітня 1937) — радянський державний і партійний діяч. Один з керівників боротьби за радянську владу в Білорусі, член ВЦВК СРСР. У 1924–1927 був головою Ради народних комісарів Білоруської РСР.

## Біографія
Народився 26 грудня 1896 в Борисові у родині робітників.
З 10 років працював на фабриці, але все ж закінчив двокласну школу.
На початку Першої світової війни Йосип Адамович був мобілізований та був відряджений на передову, де втягнувся у діяльність революційних гуртків і в 1916 вступив до РСДРП інтернаціоналістів. Наприкінці того ж року був поранений та відправлений на лікування до Харкова.
Під час Лютневої революції проводив активну революційно-пропагандистську діяльність серед солдат та був обраний до полкового комітету й харківської міської ради. Невдовзі після одужання його відрядили на Румунський фронт як «неблагонадійного», де він також обирався до солдатського комітету й інших солдатських організацій.
З провалом червневого наступу Йосип Адамович повернувся до Борисова і вступив у 121-й піхотний полк, де познайомився та зблизився з Олександром М'ясниковим та іншими революціонерами. Був обраний до міської ради як більшовик. У січні 1918 року вступив до лав партії більшовиків.
З наступом німців з невеликою групою озброєних робітників Адамович залишив Борисов та через якийсь час опинився у Смоленську, де брав активну участь у штабі військ Червоної гвардії та організовував різні загони. Влітку 1918 року займав посаду начальника гарнізону й коменданта Смоленська, згодом — начальника гарнізону й губернського військового комісара.
Брав участь у придушенні контрреволюційних повстань: селянського (куркульського) повстання Жигалова, повстання у Демидівському повіті, брянського повстання кінця 1919, повстання Старокопитова у Гомельській губернії та багатьох інших.
Входив до складу «трійки» (Кнорін, Адамович, Червяков) з організації радянської влади після зайняття Червоною армією Мінська 11 липня 1920 року.
Після поразки Червоної армії на Віслі Йосип Адамович був призначений на посаду командувача ділянкою мінського району, а після підписання прелімінарного Ризької угоди — на посаді наркома військових справ і наркома внутрішніх справ БРСР. Займався активною боротьбою з бандитизмом та антибільшовицькими силами, в тому числі із загонами Савінкова й Булак-Балаховича.
У 1920 обраний членом ЦК КП(б)Б, а з 3 грудня 1924 до 21 листопада 1925 був членом Реввійськради.
З 17 березня 1924 до 7 травня 1927 працював на посаді Ради народних комісарів БРСР. 1927 року призначений членом Президії Всесоюзної ради народного господарства і головою Цукротресту СРСР. Член ЦВК СРСР з 1924 року, а з 1934 року працював начальником Акціонерного Камчатського товариства (АКТ).
22 квітня 1937 застрелився.